# シンク・トワイス
「シンク・トワイス」（英: Think Twice=考え直して）は、セリーヌ・ディオンのアルバム『ラヴ・ストーリーズ』からの4枚目のヒットシングル。1994年7月18日に北米で、同年10月にイギリス、オーストラリア、日本で、1995年2月にその他各国で発売された。ロックに影響された編曲のほか、ディオンの曲としては珍しくアルド・ノヴァの演奏するギターソロを取り入れている。
作詞はイングランドのロック・バンド「キング・クリムゾン」の元メンバーのピート・シンフィールド。作曲は、10年前にバックス・フィズやシンフィールドと共にヒット曲を数多く世に送り出したイギリスの作曲家アンディ・ヒル。

## 概要
それまでイギリスにおいてディオンといえば「ユーロビジョン・ソング・コンテスト1988」で優勝した実力派歌手として知られていたが、この曲によってディオンの知名度はさらに上がり、多くのファンを獲得した。
この曲はディオンの曲としては珍しく、アメリカよりもヨーロッパやオーストラリアでヒットし、特にこの後人気が火が付くイギリスにおける成功が顕著であった。ただ、3年後に「マイ・ハート・ウィル・ゴー・オン」が爆発的大ヒットした影響で、この曲はやや影が薄くなっている。
ミュージックビデオは2本存在する。1本目は1994年8月に公開されたもので、モデルとしてスティーヴ・サンタガティが出演している。2本目はイギリスでの大ヒットを受けて同年11月に新たに制作された特別版である。2本目のビデオはイギリスのテレビ番組トップ・オブ・ザ・ポップスで放映された。
このシングルのカップリングには、当時世界中でセールス中だったディオンのフランス語アルバム『フランス物語〜セリーヌ・ディオン、プラモンドンを歌う』の収録曲が多く充てられた。世界各地で発売されるディオンのシングルに、フランス語曲がカップリングとして収録されたのはこれが初めてであった。
1995年に開催されたワールド・ミュージック・アワードでディオンはこの曲を歌っている。
ランキングチャートはアイルランド（9週）、イギリス（7週）、ベルギー フランデレン地域圏（5週）、オランダ（4週）、ノルウェー（4週）、スウェーデン（4週）、デンマーク（2週）などヨーロッパ各地で1位を獲得した。その他特にオーストラリアでも2位を記録した。イギリスでは123万5000枚というダブルプラチナ認定相当（実際にはプラチナ認定となった）を売り上げた。その他の国でもオーストラリアでプラチナ（7万枚）、オランダでゴールド（5万枚）に認定されている。ニールセン・サウンドスキャンによればアメリカ国内で5万枚を売り上げた。
1995年アイヴァー・ノヴェロ賞最優秀歌曲賞を受賞。
1年前に発売したアルバム『ラヴ・ストーリーズ』はこの頃ランキング圏外になっていたが、シングル「シンク・トワイス」の発売によりアルバムの売り上げを伸ばす結果となった。アルバムはイギリス、アイルランド、オーストラリア、ノルウェー、ベルギー、ギリシャで1位に返り咲いている。
この曲はディオンのいずれもベストアルバム『ザ・ベリー・ベスト』（1999年）のヨーロッパ版とオーストラリア版や『マイ・ラヴ：エッセンシャル・コレクション』（2008年）のヨーロッパ版に収録されている。これら地域限定盤の地域はこのシングルの売上の芳しかった地域である。
1996年にはアラナ・ダンテが、1999年にはマリベル・ゴンザレスが、2005年にはリエル・コレットがそれぞれカバーしている。また、アイドルオーディション番組アメリカン・アイドルではケリー・クラークソンがこの曲を歌唱した。
- 調：ヘ長調（F）

## 収録曲
オーストラリア／カナダ／アメリカ版CDシングル
1. 「シンク・トワイス」（ラジオ・エディット） – 4:10
2. 「愛はここに」 – 3:50

ヨーロッパ版CDシングル
1. 「シンク・トワイス」（ラジオ・エディット） – 4:10
2. 「冷酷な世界」 – 3:40

日本版CDマキシシングル
1. 「シンク・トワイス」（ラジオ・エディット） – 4:10
2. 「愛はここに」 – 3:50
3. 「エニイ・アザー・ウェイ」 – 4:00

イギリス版カセットマキシシングル
1. 「シンク・トワイス」（ラジオ・エディット） – 4:10
2. 「愛はここに」 – 3:50
3. 「冷酷な世界」 – 3:40

ヨーロッパ／イギリス版CDシングル
1. 「シンク・トワイス」（ラジオ・エディット） – 4:10
2. 「冷酷な世界」 – 3:40
3. 「イフ・ラヴ・イズ・アウト・ザ・クエスチョン」 – 3:53
4. 「イフ・ユー・アスクト・ミー・トゥ」 – 3:55

ヨーロッパ／イギリス版CDシングル#2
1. 「シンク・トワイス」（ラジオ・エディット） – 4:10
2. 「パワー・オブ・ラヴ」（ラジオ・エディット） – 4:42
3. 「哀しみのハートビート」 – 4:33

## 公式編曲版
1. 「シンク・トワイス」（ラジオ・エディット） – 4:10
2. 「シンク・トワイス」（アルバム・バージョン） – 4:48
3. 「シンク・トワイス」（マイ・ラヴ：エッセンシャル・コレクションバージョン） - 4:28

## チャート・認定
| チャート（1994年）                                       | 最高位 |
| -------------------------------------------------------- | ------ |
| オーストラリア・シングルチャート                         | 2      |
| カナダ・レコード小売シングルチャート                     | 14     |
| カナダ・レコードコンテンポラリーヒットラジオチャート     | 15     |
| カナダRPMトップシングル                                  | 13     |
| カナダRPMアダルトコンテンポラリー                        | 3      |
| ヨーロッパ・シングルチャート                             | 2      |
| アイルランド・シングルチャート                           | 1      |
| 全英シングルチャート                                     | 1      |
| アメリカビルボードホット100                              | 95     |
| アメリカビルボードホットアダルトコンテンポラリートラック | 21     |
| チャート（1995年）                                       | 最高位 |
| ベルギー フランデレン地域圏・シングルチャート            | 1      |
| ベルギー ワロン地域圏・シングルチャート                  | 10     |
| デンマーク・シングルチャート                             | 1      |
| オランダ・シングルチャート                               | 1      |
| ドイツ・シングルチャート                                 | 19     |
| ニュージーランド・シングルチャート                       | 20     |
| ノルウェー・シングルチャート                             | 1      |
| スウェーデン・シングルチャート                           | 1      |
| スイス・シングルチャート                                 | 6      |

| 国             | 認定     |
| -------------- | -------- |
| オーストラリア | プラチナ |
| オランダ       | ゴールド |
| イギリス       | プラチナ |

| 先代 レッドネックス「コットンアイジョー」             | 全英1位シングル 1995年2月5日 7週                              | 次代 シェール、ネナ・チェリー、クリッシー・ハインド、エリック・クラプトン「ラヴ・キャン・ビルド・ア・ブリッジ」 |
| 先代 ボーイゾーン「ラヴ・ミー・フォー・ア・リーズン」 | アイルランド（IRMA）1位シングル 1995年1月14日 - 1995年3月11日 | 次代 ジ・アウトヒア・ブラザーズ「ドント・ストップ（ウィグル・ ウィグル）                                        |